# Reißlerhof
Der Reißlerhof (alternative Schreibweise: Reislerhof) ist ein historisches Gebäude in Ludwigswinkel in Rheinland-Pfalz, das wohl im 18. Jahrhundert erbaut wurde und von 1972 bis 2018 als Wochenend- und Urlaubsunterkunft der „Mietergemeinschaft Reißlerhof“ diente. Der Hof wird als „Wiege“ des im Jahr 1783 gegründeten Dorfes Ludwigswinkel betrachtet. In der Nähe des Hauses entspringt der nach diesem benannte Bach vom Reißlerhof, rechter Zufluss der Sauer, die in den Rhein mündet.

## Geschichte
1722 wurde ein großer Geländeteil des sumpfigen oberen Sauerbachtales zur Urbarmachung und Neulandgewinnung durch die herrschaftliche Regierung der Grafschaft Hanau-Lichtenberg meistbietend versteigert. Der Hanau-Lichtenbergische Zollpächter Hans Georg Schlick aus Fischbach erwarb das Gelände als Erblehen; seine Erben errichteten nach seinem Tod 1745 dort den Reißlerhof, der zunächst als Forsthaus fungierte.
In der Folgezeit entstand dort die von Landgraf Ludwig IX. genehmigte Neusiedlung Ludwigswinkel. Die Gebäude des Hofguts wurden auf Geheiß des Landgrafes in einen dauerhaft guten Zustand versetzt, da der landgräfliche Amtsmann Hopfenblatt, der die Ludwigswinkler Siedlungsgeschäfte leiten sollte, mit seiner Familie dort Wohnung nehmen musste. Das Gebäude steht unter Denkmalschutz des Landes Rheinland-Pfalz.

## Der Reißlerhof in Bayern
Im Jahr 1886 gelangte der Hof in den Besitz des bayerischen Staates und blieb danach von 1887 bis 1972 Dienstsitz von Forstbeamten.